# Liga de Béisbol Profesional Nacional de Nicaragua 2014-15
La X Liga de Béisbol Profesional Nacional de Nicaragua se disputó del 24 de octubre de 2014 al 23 de enero de 2015. El certamen fue ganado por los Indios del Bóer por quinta ocasión en la época moderna del béisbol profesional nicaragüense, por lo que también obtuvieron el derecho de participar en la Serie Latinoamericana. El campeonato consistió de una etapa regular, una serie de play off y la serie final. Para esta edición la franquicia de Orientales, que cambió su nombre a Las Fieras del San Fernando, tuvo su sede en Masaya, habiendo siendo la anterior en Granada.

## Equipos participantes
| Equipo   | Ciudad     | Mánager                                            | Estadio           | Capacidad |
| -------- | ---------- | -------------------------------------------------- | ----------------- | --------- |
| Bóer     | Managua    | Javier Colina                                      | Dennis Martínez   |           |
| Gigantes | Rivas      | Germán Mesa                                        | Yamil Ríos Ugarte |           |
| Fieras   | Masaya     | Adalid López Omar Cisneros (hasta 28 de noviembre) | Roberto Clemente  |           |
| Tigres   | Chinandega | Cairo Murillo                                      | Efraín Tijerino   |           |

## Sistema de competición
- Los cuatro equipos participantes jugarán una etapa regular con el sistema de todos contra todos, por lo que cada uno realizará 48 juegos.[3]
- El equipo que ocupe la primera posición al finalizar la etapa regular clasificará a la serie final, mientras que los que ocupen el segundo y tercer puesto realizarán una serie de play off para decidir el otro clasificado a la serie final.
- La serie de play off se disputará al mejor de cinco juegos, mientras que la serie final al mejor de siete.
- De acuerdo a las bases de competición, una vez finalizada la etapa regular y definido a los equipos clasificados en primero, segundo y tercer lugar, se procedió a escoger refuerzos de los jugadores que finalizaron en el roster del equipo eliminado, esto es, dos jugadores nacionales y un jugador extranjero.

## Resultados

### Etapa regular

#### Posiciones
| Equipo   | G  | P  | PCT  | JV | Local | Visita |
| -------- | -- | -- | ---- | -- | ----- | ------ |
| Gigantes | 30 | 18 | ,625 | -  | 15-10 | 15-8   |
| Tigres   | 26 | 22 | ,541 | 4  | 17-7  | 9-15   |
| Bóer     | 23 | 25 | ,479 | 7  | 15-9  | 8-16   |
| Fieras   | 17 | 31 | ,354 | 13 | 9-15  | 8-16   |

|  |                                     |
|  | Clasificado a la serie final.       |
|  | Clasificado a la serie de play off. |

#### Evolución de la clasificación
| Equipo / Semana | 01  | 02  | 03   | 04   | 05   | 06    | 07    | 08    | 09    | 10    | 11    |
| --------------- | --- | --- | ---- | ---- | ---- | ----- | ----- | ----- | ----- | ----- | ----- |
| Bóer            | 2-1 | 5-3 | 7-6  | 9-6  | 12-7 | 14-10 | 17-14 | 20-16 | 21-19 | 23-22 | 23-25 |
| Gigantes        | 2-1 | 4-3 | 7-6  | 8-7  | 11-9 | 14-11 | 16-15 | 21-16 | 23-17 | 27-18 | 30-18 |
| Fieras          | 0-3 | 1-7 | 3-10 | 3-12 | 5-16 | 8-18  | 12-20 | 13-25 | 15-26 | 15-31 | 17-31 |
| Tigres          | 2-1 | 5-2 | 9-4  | 10-5 | 12-8 | 14-11 | 17-14 | 21-17 | 22-19 | 26-20 | 26-22 |

#### Calendario
| 24 de octubre | Fieras   | 1-11 | Gigantes | Rivas      |
| 24 de octubre | Tigres   | 1-3  | Bóer     | Managua    |
| 25 de octubre | Gigantes | 2-3  | Tigres   | Chinandega |
| 25 de octubre | Bóer     | 8-2  | Fieras   | Masaya     |
| 26 de octubre | Bóer     | 2-16 | Gigantes | Rivas      |
| 26 de octubre | Tigres   | 4-2  | Fieras   | Masaya     |

| 28 de octubre  | Gigantes | 3-4  | Tigres   | Chinandega |
| 28 de octubre  | Fieras   | 2-4  | Bóer     | Managua    |
| 29 de octubre  | Tigres   | 7-6  | Gigantes | Rivas      |
| 29 de octubre  | Bóer     | 6-12 | Fieras   | Masaya     |
| 31 de octubre  | Gigantes | 7-3  | Fieras   | Masaya     |
| 31 de octubre  | Bóer     | 5-4  | Tigres   | Chinandega |
| 1 de noviembre | Fieras   | 1-8  | Bóer     | Managua    |
| 6 de noviembre | Tigres   | 11-6 | Gigantes | Rivas      |
| 2 de noviembre | Gigantes | 10-5 | Bóer     | Managua    |
| 2 de noviembre | Fieras   | 1-2  | Tigres   | Chinandega |

| 4 de noviembre | Gigantes | 4-3               | Fieras   | Masaya     |
| 4 de noviembre | Tigres   | 3-5               | Bóer     | Managua    |
| 5 de noviembre | Fieras   | 3-1               | Gigantes | Rivas      |
| 5 de noviembre | Bóer     | 9-11              | Tigres   | Chinandega |
| 7 de noviembre | Gigantes | 0-10              | Bóer     | Managua    |
| 7 de noviembre | Fieras   | 1-2 (12 entradas) | Tigres   | Chinandega |
| 8 de noviembre | Tigres   | 0-2               | Fieras   | Masaya     |
| 8 de noviembre | Bóer     | 5-8               | Gigantes | Rivas      |
| 9 de noviembre | Fieras   | 13-5              | Bóer     | Managua    |
| 9 de noviembre | Gigantes | 5-4               | Tigres   | Chinandega |

| 11 de noviembre | Bóer   | 9-7 | Fieras   | Masaya  |
| 11 de noviembre | Tigres | 4-2 | Gigantes | Rivas   |
| 12 de noviembre | Fieras | 3-5 | Gigantes | Rivas   |
| 12 de noviembre | Tigres | 2-3 | Bóer     | Managua |

| 21 de diciembre | Bóer     | 3-6 (7 entradas)  | Tigres   | Chinandega |
| 25 de noviembre | Gigantes | 10-2              | Fieras   | Masaya     |
| 26 de noviembre | Gigantes | 2-8               | Bóer     | Managua    |
| 26 de noviembre | Fieras   | 4-7               | Tigres   | Chinandega |
| 27 de noviembre | Tigres   | 5-1               | Fieras   | Masaya     |
| 6 de enero      | Bóer     | 0-2 (7 entradas)  | Gigantes | Rivas      |
| 28 de noviembre | Gigantes | 4-3 (12 entradas) | Tigres   | Chinandega |
| 28 de noviembre | Bóer     | 0-7               | Fieras   | Masaya     |
| 29 de noviembre | Fieras   | 2-3               | Bóer     | Managua    |
| 29 de noviembre | Tigres   | 6-7               | Gigantes | Rivas      |
| 30 de noviembre | Tigres   | 5-6               | Bóer     | Managua    |
| 30 de noviembre | Fieras   | 2-1               | Gigantes | Rivas      |

| 2 de diciembre | Gigantes | 12-8  | Fieras   | Masaya     |
| 2 de diciembre | Bóer     | 1-3   | Tigres   | Chinandega |
| 3 de diciembre | Tigres   | 2-4   | Fieras   | Masaya     |
| 3 de diciembre | Bóer     | 1-3   | Gigantes | Rivas      |
| 4 de diciembre | Fieras   | 2-0   | Tigres   | Chinandega |
| 4 de diciembre | Gigantes | 4-6   | Bóer     | Managua    |
| 5 de diciembre | Bóer     | 3-2   | Fieras   | Masaya     |
| 5 de diciembre | Gigantes | 10-9  | Tigres   | Chinandega |
| 6 de diciembre | Fieras   | 11-10 | Bóer     | Managua    |
| 6 de diciembre | Tigres   | 10-1  | Gigantes | Rivas      |

| 9 de diciembre  | Gigantes | 8-3               | Fieras   | Masaya     |
| 9 de diciembre  | Bóer     | 2-6               | Tigres   | Chinandega |
| 10 de diciembre | Fieras   | 4-2               | Gigantes | Rivas      |
| 10 de diciembre | Tigres   | 5-9               | Bóer     | Managua    |
| 11 de diciembre | Bóer     | 9-8               | Gigantes | Rivas      |
| 11 de diciembre | Tigres   | 1-2 (11 entradas) | Fieras   | Masaya     |
| 12 de diciembre | Gigantes | 10-5              | Bóer     | Managua    |
| 12 de diciembre | Fieras   | 0-13              | Tigres   | Chinandega |
| 13 de diciembre | Bóer     | 3-4               | Tigres   | Chinandega |
| 13 de diciembre | Gigantes | 3-8               | Fieras   | Masaya     |
| 14 de diciembre | Tigres   | 1-4               | Bóer     | Managua    |
| 14 de diciembre | Fieras   | 9-8 (11 entradas) | Gigantes | Rivas      |

| 16 de diciembre | Bóer     | 14-7              | Fieras   | Masaya     |
| 16 de diciembre | Gigantes | 6-4               | Tigres   | Chinandega |
| 17 de diciembre | Fieras   | 2-9               | Bóer     | Managua    |
| 17 de diciembre | Tigres   | 2-4               | Gigantes | Rivas      |
| 18 de diciembre | Fieras   | 2-7               | Tigres   | Chinandega |
| 18 de diciembre | Gigantes | 5-4 (11 entradas) | Bóer     | Managua    |
| 19 de diciembre | Tigres   | 4-3               | Fieras   | Masaya     |
| 19 de diciembre | Bóer     | 1-11              | Gigantes | Rivas      |
| 20 de diciembre | Tigres   | 1-4               | Bóer     | Managua    |
| 20 de diciembre | Fieras   | 6-5               | Gigantes | Rivas      |
| 21 de diciembre | Bóer     | 3-6 (7 entradas)  | Tigres   | Chinandega |
| 21 de diciembre | Gigantes | 5-1               | Fieras   | Masaya     |

| 26 de diciembre | Tigres   | 1-10 | Gigantes | Rivas      |
| 26 de diciembre | Fieras   | 11-4 | Bóer     | Managua    |
| 27 de diciembre | Bóer     | 5-1  | Fieras   | Masaya     |
| 27 de diciembre | Gigantes | 5-12 | Tigres   | Chinandega |
| 28 de diciembre | Tigres   | 5-7  | Fieras   | Masaya     |
| 28 de diciembre | Bóer     | 1-6  | Gigantes | Rivas      |

| 29 de diciembre | Gigantes | 13-2              | Bóer     | Managua    |
| 29 de diciembre | Fieras   | 4-5 (11 entradas) | Tigres   | Chinandega |
| 30 de diciembre | Tigres   | 6-5               | Bóer     | Managua    |
| 30 de diciembre | Fieras   | 0-7               | Gigantes | Rivas      |
| 2 de enero      | Gigantes | 13-1              | Fieras   | Masaya     |
| 2 de enero      | Bóer     | 1-2               | Tigres   | Chinandega |
| 3 de enero      | Bóer     | 7-1               | Fieras   | Masaya     |
| 3 de enero      | Gigantes | 4-11              | Tigres   | Chinandega |
| 4 de enero      | Fieras   | 2-10              | Bóer     | Managua    |
| 4 de enero      | Tigres   | 6-7 (11 entradas) | Gigantes | Rivas      |

| 6 de enero  | Bóer     | 0-5 (7 entradas) | Gigantes | Managua    |
| 6 de enero  | Tigres   | 3-5              | Fieras   | Masaya     |
| 7 de enero  | Gigantes | 5-3              | Bóer     | Managua    |
| 67 de enero | Fieras   | 4-3              | Tigres   | Chinandega |

### Serie de play off
| Equipo | G | P | PCT  | JV |
| ------ | - | - | ---- | -- |
| Bóer   | 3 | 2 | ,600 | -  |
| Tigres | 2 | 3 | ,400 | 1  |

|  |                               |
|  | Clasificado a la serie final. |

Juego 1
| Equipo | 1 | 2 | 3 | 4 | 5 | 6 | 7 | 8 | 9 | C | H  | E |
| ------ | - | - | - | - | - | - | - | - | - | - | -- | - |
| Bóer   | 1 | 0 | 0 | 0 | 0 | 2 | 0 | 0 | 0 | 3 | 8  | 2 |
| Tigres | 0 | 0 | 0 | 1 | 1 | 0 | 0 | 3 | x | 5 | 10 | 2 |

Duración: 3 h 8 m 

Reporte: Comunicado no. 50

Juego 2
| Equipo | 1 | 2 | 3 | 4 | 5 | 6 | 7 | 8 | 9 | C | H | E |
| ------ | - | - | - | - | - | - | - | - | - | - | - | - |
| Tigres | 0 | 0 | 2 | 0 | 0 | 0 | 0 | 4 | 0 | 6 | 8 | 0 |
| Bóer   | 0 | 1 | 0 | 0 | 0 | 0 | 0 | 0 | 1 | 2 | 7 | 0 |

Duración: 3 h 24 m

Reporte: Comunicado no. 51 (enlace roto disponible en Internet Archive; véase el historial, la primera versión y la última).

Juego 3
| Equipo | 1 | 2 | 3 | 4 | 5 | 6 | 7 | 8 | 9 | C | H  | E |
| ------ | - | - | - | - | - | - | - | - | - | - | -- | - |
| Bóer   | 5 | 1 | 0 | 0 | 1 | 1 | 0 | 0 | 0 | 8 | 10 | 0 |
| Tigres | 1 | 2 | 1 | 0 | 0 | 0 | 0 | 0 | 0 | 4 | 10 | 1 |

Duración: 3 h 35 m

Reporte: Comunicado no. 52

Juego 4
| Equipo | 1 | 2 | 3 | 4 | 5 | 6 | 7 | 8 | 9 | C | H | E |
| ------ | - | - | - | - | - | - | - | - | - | - | - | - |
| Tigres | 1 | 0 | 0 | 1 | 0 | 0 | 0 | 0 | 0 | 2 | 9 | 2 |
| Bóer   | 3 | 0 | 0 | 0 | 0 | 0 | 3 | 0 | x | 6 | 9 | 0 |

Duración: 2 h 53 m

Reporte: Comunicado no. 53

Juego 5
| Equipo | 1 | 2 | 3 | 4 | 5 | 6 | 7 | 8 | 9 | 10 | 11 | C | H  | E |
| ------ | - | - | - | - | - | - | - | - | - | -- | -- | - | -- | - |
| Bóer   | 0 | 1 | 0 | 1 | 1 | 0 | 0 | 0 | 1 | 0  | 1  | 4 | 13 | 2 |
| Tigres | 0 | 0 | 1 | 0 | 0 | 1 | 0 | 1 | 0 | 0  | 0  | 3 | 11 | 2 |

Duración: 4 h 2 m 

Reporte: Comunicado no. 54 (enlace roto disponible en Internet Archive; véase el historial, la primera versión y la última).

### Serie final
| Equipo   | G | P | PCT  | JV |
| -------- | - | - | ---- | -- |
| Bóer     | 4 | 2 | ,666 | -  |
| Gigantes | 2 | 4 | ,333 | 2  |

|  |          |
|  | Campeón. |

| Jugador más valioso de la serie final |
| ------------------------------------- |
| Raúl Reyes Rosario (J, Bóer).         |

Juego 1
| Equipo   | 1 | 2 | 3 | 4 | 5 | 6 | 7 | 8 | 9 | C | H  | E |
| -------- | - | - | - | - | - | - | - | - | - | - | -- | - |
| Bóer     | 1 | 0 | 2 | 0 | 0 | 0 | 1 | 1 | 0 | 5 | 10 | 2 |
| Gigantes | 1 | 0 | 1 | 0 | 0 | 0 | 1 | 0 | 0 | 3 | 11 | 1 |

Duración: 2 h 47 m 

Reporte: Comunicado no. 55

Juego 2
| Equipo   | 1 | 2 | 3 | 4 | 5 | 6 | 7 | 8 | 9 | 10 | 11 | 12 | 13 | C | H  | E |
| -------- | - | - | - | - | - | - | - | - | - | -- | -- | -- | -- | - | -- | - |
| Gigantes | 1 | 0 | 1 | 0 | 0 | 0 | 1 | 0 | 0 | 0  | 0  | 0  | 0  | 3 | 10 | 1 |
| Bóer     | 0 | 1 | 0 | 0 | 2 | 0 | 0 | 0 | 0 | 0  | 0  | 0  | 1  | 4 | 11 | 1 |

Duración: 4 h 51 m 

Reporte: Comunicado no. 56

Juego 3
| Equipo   | 1 | 2 | 3 | 4 | 5 | 6 | 7 | 8 | 9 | C | H | E |
| -------- | - | - | - | - | - | - | - | - | - | - | - | - |
| Bóer     | 0 | 0 | 0 | 0 | 1 | 0 | 0 | 0 | 0 | 1 | 7 | 3 |
| Gigantes | 0 | 0 | 1 | 0 | 1 | 0 | 0 | 0 | x | 2 | 5 | 1 |

Duración: 3 h 21 m  

Reporte: Comunicado no. 57

Juego 4
| Equipo   | 1 | 2 | 3 | 4 | 5 | 6 | 7 | 8 | 9 | C | H  | E |
| -------- | - | - | - | - | - | - | - | - | - | - | -- | - |
| Gigantes | 0 | 1 | 0 | 1 | 0 | 0 | 1 | 0 | 0 | 3 | 7  | 4 |
| Bóer     | 3 | 0 | 1 | 0 | 0 | 0 | 1 | 1 | x | 6 | 10 | 1 |

Duración: 3 h 17 m  

Reporte: Comunicado no. 58

Juego 5
| Equipo   | 1 | 2 | 3 | 4 | 5 | 6 | 7 | 8 | 9 | C | H  | E |
| -------- | - | - | - | - | - | - | - | - | - | - | -- | - |
| Bóer     | 0 | 0 | 0 | 0 | 0 | 2 | 0 | 0 | 0 | 2 | 7  | 1 |
| Gigantes | 0 | 3 | 2 | 0 | 2 | 0 | 0 | 0 | X | 7 | 11 | 0 |

Duración: 2 h 51 m   

Reporte: Comunicado no. 59

Juego 6
| Equipo   | 1 | 2 | 3 | 4 | 5 | 6 | 7 | 8 | 9 | C | H | E |
| -------- | - | - | - | - | - | - | - | - | - | - | - | - |
| Gigantes | 0 | 0 | 0 | 0 | 0 | 1 | 0 | 0 | 0 | 1 | 1 | 2 |
| Bóer     | 4 | 0 | 0 | 0 | 2 | 0 | 1 | 0 | x | 7 | 8 | 2 |

Duración: 3 h 13 m  

Reporte: Comunicado no. 60

|                                       |
| Campeón Indios del Bóer Quinto título |

### Líderes individuales
- Fuente: Estadísticas de Liga de Béisbol Profesional Nacional.

### Bateadores
| Categoría           | Jugador             | Equipo   | Marca |
| ------------------- | ------------------- | -------- | ----- |
| Porcentaje de bateo | Yurendell de Caster | Gigantes | ,371  |
| Cuadrangulares      | Rudy Van Heydoorm   | Gigantes | 6     |
| Carreras impulsadas | Ramón Flores        | Gigantes | 37    |
| Hits                | Ramón Flores        | Gigantes | 62    |
| Robos de base       | Welington Dotel     | Gigantes | 15    |
| Carreras anotadas   | Ofilio Castro       | Gigantes | 37    |

### Lanzadores
| Categoría         | Jugador                       | Equipo      | Marca |
| ----------------- | ----------------------------- | ----------- | ----- |
| Victorias         | Rodney Rodríguez Paul Estrada | Bóer Tigres | 8     |
| Efectividad       | Rodney Rodríguez              | Bóer        | 2,29  |
| Entradas lanzadas | Rodney Rodríguez              | Bóer        | 70,2  |
| Salvados          | Mainor Mora Elvin García      | Fieras      | 2     |
| Ponches           | Rodney Rodríguez              | Bóer        | 58    |

### Jugador más valioso de la temporada
- Fuente: Boletín X LBPN 2014–2015 No 54.

| Jugador              | Equipo |
| -------------------- | ------ |
| Rodney Rodríguez (L) | Bóer   |